# Campionato europeo femminile di pallavolo 1971
Il campionato europeo femminile di pallavolo 1971 si è svolto dal 23 settembre al 1º ottobre 1971 a Bologna, Gorizia, Imola, Modena e Reggio nell'Emilia, in Italia: al torneo hanno partecipato diciotto squadre nazionali europee e la vittoria finale è andata per la settima volta, la quarta consecutiva, all'Unione Sovietica.

## Impianti
|                                                                     |                                                                          |                                                              |
|                                                                     |                                                                          |                                                              |
| PalaDozza Città: Bologna Capienza: 5 570 Anno d'apertura: 1956      | Palazzetto dello Sport Città: Gorizia Capienza: - Anno d'apertura: -     | PalaRuggi Città: Imola Capienza: 2 000 Anno d'apertura: 1970 |
|                                                                     |                                                                          |                                                              |
| Palazzetto dello Sport Città: Modena Capienza: - Anno d'apertura: - | PalaBigi Città: Reggio nell'Emilia Capienza: 4 600 Anno d'apertura: 1968 |                                                              |

## Regolamento

### Formula
Le squadre hanno disputato una prima fase a gironi con formula del girone all'italiana; al termine della prima fase:
- La prima classificata di ogni girone ha acceduto al girone per il primo posto, strutturato in un girone all'italiana.
- La seconda classificata di ogni girone ha acceduto al girone per il settimo posto, strutturato in un girone all'italiana.
- L'ultima classificata di ogni girone ha acceduto al girone per il tredicesimo posto, strutturato in un girone all'italiana.

### Criteri di classifica
Sono stati assegnati 2 punti alla squadra vincente e 1 a quella sconfitta.
L'ordine del posizionamento in classifica è stato definito in base a:
- Punti;
- Ratio dei set vinti/persi;
- Ratio dei punti realizzati/subiti;
- Risultati degli scontri diretti.

## Squadre partecipanti
| Squadra          | Qualificazione      | Ultima partecipazione |
| ---------------- | ------------------- | --------------------- |
| Austria          | -                   | Romania 1963          |
| Bulgaria         | -                   | Turchia 1967          |
| Cecoslovacchia   | -                   | Turchia 1967          |
| Danimarca        | -                   | Romania 1963          |
| Francia          | -                   | Cecoslovacchia 1958   |
| Germania Est     | -                   | Turchia 1967          |
| Germania Ovest   | -                   | Turchia 1967          |
| Inghilterra      | -                   | Debutto               |
| Israele          | -                   | Turchia 1967          |
| Italia           | Paese organizzatore | Turchia 1967          |
| Jugoslavia       | -                   | Romania 1963          |
| Paesi Bassi      | -                   | Turchia 1967          |
| Polonia          | -                   | Turchia 1967          |
| Romania          | -                   | Turchia 1967          |
| Svezia           | -                   | Turchia 1967          |
| Svizzera         | -                   | Turchia 1967          |
| Ungheria         | -                   | Turchia 1967          |
| Unione Sovietica | -                   | Turchia 1967          |

## Torneo

### Fase a gironi
| Girone A         | Girone B | Girone C       | Girone D     | Girone E    |
| ---------------- | -------- | -------------- | ------------ | ----------- |
| Svezia           | Austria  | Cecoslovacchia | Germania Est | Inghilterra |
| Svizzera         | Italia   | Francia        | Jugoslavia   | Israele     |
| Unione Sovietica | Polonia  | Germania Ovest | Romania      | Ungheria    |

| Girone F    |
| ----------- |
| Bulgaria    |
| Danimarca   |
| Paesi Bassi |

#### Girone A

##### Risultati
| 23 settembre 1971 Palazzetto dello Sport, Gorizia Durata: ? - Spettatori: ? | Unione Sovietica | 3 - 0 | Svezia   | 15-1, 15-5, 15-1    |
| 24 settembre 1971 Palazzetto dello Sport, Gorizia Durata: ? - Spettatori: ? | Unione Sovietica | 3 - 0 | Svizzera | 15-3, 15-4, 15-0    |
| 25 settembre 1971 Palazzetto dello Sport, Gorizia Durata: ? - Spettatori: ? | Svizzera         | 3 - 1 | Svezia   | 10-15, 15-10, 15-12 |

##### Classifica
| Pos. | Squadra          | Pt | G | V | P | SV | SP | Ratio | PF | PS  | Ratio |
| ---- | ---------------- | -- | - | - | - | -- | -- | ----- | -- | --- | ----- |
| 1.   | Unione Sovietica | 4  | 2 | 2 | 0 | 6  | 0  | MAX   | 90 | 14  | 6,428 |
| 2.   | Svizzera         | 3  | 2 | 1 | 1 | 3  | 4  | 0,750 | 62 | 92  | 0,673 |
| 3.   | Svezia           | 2  | 2 | 0 | 2 | 1  | 6  | 0,166 | 54 | 100 | 0,540 |

      Qualificata al girone per il primo posto.
      Qualificata al girone per il settimo posto.
      Qualificata al girone per il tredicesimo posto.

#### Girone B

##### Risultati
| 23 settembre 1971 Palazzetto dello Sport, Gorizia Durata: ? - Spettatori: ? | Italia  | 3 - 0 | Austria | 15-2, 15-2, 15-5  |
| 24 settembre 1971 Palazzetto dello Sport, Gorizia Durata: ? - Spettatori: ? | Polonia | 3 - 0 | Italia  | 15-4, 15-7, 15-10 |
| 25 settembre 1971 Palazzetto dello Sport, Gorizia Durata: ? - Spettatori: ? | Polonia | 3 - 0 | Austria | 15-0, 15-1, 15-1  |

##### Classifica
| Pos. | Squadra | Pt | G | V | P | SV | SP | Ratio | PF | PS | Ratio |
| ---- | ------- | -- | - | - | - | -- | -- | ----- | -- | -- | ----- |
| 1.   | Polonia | 4  | 2 | 2 | 0 | 6  | 0  | MAX   | 90 | 23 | 3,913 |
| 2.   | Italia  | 3  | 2 | 1 | 1 | 3  | 3  | 1,000 | 66 | 54 | 1,222 |
| 3.   | Austria | 2  | 2 | 0 | 2 | 0  | 6  | 0,000 | 11 | 90 | 0,122 |

      Qualificata al girone per il primo posto.
      Qualificata al girone per il settimo posto.
      Qualificata al girone per il tredicesimo posto.

#### Girone C

##### Risultati
| 23 settembre 1971 PalaBigi, Reggio nell'Emilia Durata: ? - Spettatori: ? | Germania Ovest | 3 - 2 | Francia        | 10-15, 15-3, 14-16, 15-8, 15-0 |
| 24 settembre 1971 PalaBigi, Reggio nell'Emilia Durata: ? - Spettatori: ? | Cecoslovacchia | 3 - 0 | Francia        | 15-4, 15-2, 15-6               |
| 25 settembre 1971 PalaBigi, Reggio nell'Emilia Durata: ? - Spettatori: ? | Cecoslovacchia | 3 - 0 | Germania Ovest | 15-0, 15-7, 15-1               |

##### Classifica
| Pos. | Squadra        | Pt | G | V | P | SV | SP | Ratio | PF | PS  | Ratio |
| ---- | -------------- | -- | - | - | - | -- | -- | ----- | -- | --- | ----- |
| 1.   | Cecoslovacchia | 4  | 2 | 2 | 0 | 6  | 0  | MAX   | 90 | 20  | 4,500 |
| 2.   | Germania Ovest | 3  | 2 | 1 | 1 | 3  | 5  | 0,600 | 77 | 87  | 0,885 |
| 3.   | Francia        | 2  | 2 | 0 | 2 | 2  | 6  | 0,333 | 54 | 114 | 0,473 |

      Qualificata al girone per il primo posto.
      Qualificata al girone per il settimo posto.
      Qualificata al girone per il tredicesimo posto.

#### Girone D

##### Risultati
| 23 settembre 1971 PalaBigi, Reggio nell'Emilia Durata: ? - Spettatori: ? | Germania Est | 3 - 0 | Jugoslavia | 15-6, 15-7, 15-1                |
| 24 settembre 1971 PalaBigi, Reggio nell'Emilia Durata: ? - Spettatori: ? | Germania Est | 3 - 2 | Romania    | 15-7, 8-15, 16-14, 13-15, 15-12 |
| 25 settembre 1971 PalaBigi, Reggio nell'Emilia Durata: ? - Spettatori: ? | Romania      | 3 - 0 | Jugoslavia | 15-2, 15-7, 15-1                |

##### Classifica
| Pos. | Squadra      | Pt | G | V | P | SV | SP | Ratio | PF  | PS | Ratio |
| ---- | ------------ | -- | - | - | - | -- | -- | ----- | --- | -- | ----- |
| 1.   | Germania Est | 4  | 2 | 2 | 0 | 6  | 2  | 3,000 | 112 | 77 | 1,454 |
| 2.   | Romania      | 3  | 2 | 1 | 1 | 5  | 3  | 1,666 | 108 | 77 | 1,402 |
| 3.   | Jugoslavia   | 2  | 2 | 0 | 2 | 0  | 6  | 0,000 | 24  | 90 | 0,266 |

      Qualificata al girone per il primo posto.
      Qualificata al girone per il settimo posto.
      Qualificata al girone per il tredicesimo posto.

#### Girone E

##### Risultati
| 23 settembre 1971 PalaRuggi, Imola Durata: ? - Spettatori: ? | Ungheria | 3 - 0 | Israele     | 15-7, 15-7, 15-6 |
| 24 settembre 1971 PalaRuggi, Imola Durata: ? - Spettatori: ? | Ungheria | 3 - 0 | Inghilterra | 15-1, 15-1, 15-1 |
| 25 settembre 1971 PalaRuggi, Imola Durata: ? - Spettatori: ? | Israele  | 3 - 0 | Inghilterra | 15-2, 15-2, 15-8 |

##### Classifica
| Pos. | Squadra     | Pt | G | V | P | SV | SP | Ratio | PF | PS | Ratio |
| ---- | ----------- | -- | - | - | - | -- | -- | ----- | -- | -- | ----- |
| 1.   | Ungheria    | 4  | 2 | 2 | 0 | 6  | 0  | MAX   | 90 | 23 | 3,913 |
| 2.   | Israele     | 3  | 2 | 1 | 1 | 3  | 3  | 1,000 | 65 | 57 | 1,140 |
| 3.   | Inghilterra | 2  | 2 | 0 | 2 | 0  | 6  | 0,000 | 15 | 90 | 0,166 |

      Qualificata al girone per il primo posto.
      Qualificata al girone per il settimo posto.
      Qualificata al girone per il tredicesimo posto.

#### Girone F

##### Risultati
| 23 settembre 1971 Palazzetto dello Sport, Modena Durata: ? - Spettatori: ? | Paesi Bassi | 3 - 0 | Danimarca   | 15-8, 15-4, 15-5       |
| 24 settembre 1971 Palazzetto dello Sport, Modena Durata: ? - Spettatori: ? | Bulgaria    | 3 - 0 | Danimarca   | 15-2, 15-3, 15-3       |
| 25 settembre 1971 Palazzetto dello Sport, Modena Durata: ? - Spettatori: ? | Bulgaria    | 3 - 1 | Paesi Bassi | 9-15, 15-5, 15-6, 15-3 |

##### Classifica
| Pos. | Squadra     | Pt | G | V | P | SV | SP | Ratio | PF | PS | Ratio |
| ---- | ----------- | -- | - | - | - | -- | -- | ----- | -- | -- | ----- |
| 1.   | Bulgaria    | 4  | 2 | 2 | 0 | 6  | 1  | 6,000 | 99 | 37 | 2,675 |
| 2.   | Paesi Bassi | 3  | 2 | 1 | 1 | 4  | 3  | 1,333 | 74 | 71 | 1,042 |
| 3.   | Danimarca   | 2  | 2 | 0 | 2 | 0  | 6  | 0,000 | 25 | 90 | 0,277 |

      Qualificata al girone per il primo posto.
      Qualificata al girone per il settimo posto.
      Qualificata al girone per il tredicesimo posto.

### Fase finale

#### Girone 1º posto

##### Risultati
| 27 settembre 1971 PalaBigi, Reggio nell'Emilia Durata: ? - Spettatori: ? | Unione Sovietica | 3 - 0 | Germania Est   | 15-4, 15-6, 15-7                |
| 27 settembre 1971 PalaBigi, Reggio nell'Emilia Durata: ? - Spettatori: ? | Bulgaria         | 3 - 2 | Ungheria       | 15-9, 15-9, 9-15, 10-15, 15-10  |
| 27 settembre 1971 PalaBigi, Reggio nell'Emilia Durata: ? - Spettatori: ? | Cecoslovacchia   | 3 - 0 | Polonia        | 15-13, 15-4, 15-8               |
| 28 settembre 1971 PalaBigi, Reggio nell'Emilia Durata: ? - Spettatori: ? | Polonia          | 3 - 0 | Ungheria       | 15-11, 15-12, 15-12             |
| 28 settembre 1971 PalaBigi, Reggio nell'Emilia Durata: ? - Spettatori: ? | Unione Sovietica | 3 - 0 | Cecoslovacchia | 15-11, 15-6, 15-8               |
| 28 settembre 1971 PalaBigi, Reggio nell'Emilia Durata: ? - Spettatori: ? | Bulgaria         | 3 - 2 | Germania Est   | 15-5, 11-15, 15-12, 7-15, 15-11 |
| 29 settembre 1971 PalaBigi, Reggio nell'Emilia Durata: ? - Spettatori: ? | Polonia          | 3 - 0 | Germania Est   | 15-11, 15-12, 15-10             |
| 29 settembre 1971 PalaBigi, Reggio nell'Emilia Durata: ? - Spettatori: ? | Unione Sovietica | 3 - 0 | Bulgaria       | 15-1, 15-3, 15-8                |
| 29 settembre 1971 PalaBigi, Reggio nell'Emilia Durata: ? - Spettatori: ? | Cecoslovacchia   | 3 - 1 | Ungheria       | 9-15, 15-5, 15-13, 15-11        |
| 30 settembre 1971 PalaBigi, Reggio nell'Emilia Durata: ? - Spettatori: ? | Ungheria         | 3 - 0 | Germania Est   | 15-10, 16-14, 15-2              |
| 30 settembre 1971 PalaBigi, Reggio nell'Emilia Durata: ? - Spettatori: ? | Unione Sovietica | 3 - 0 | Polonia        | 15-8, 15-6, 15-13               |
| 30 settembre 1971 PalaBigi, Reggio nell'Emilia Durata: ? - Spettatori: ? | Cecoslovacchia   | 3 - 0 | Bulgaria       | 15-9, 15-12, 15-7               |
| 1º ottobre 1971 PalaBigi, Reggio nell'Emilia Durata: ? - Spettatori: ?   | Cecoslovacchia   | 3 - 2 | Germania Est   | 15-10, 12-15, 15-12, 6-15, 15-6 |
| 1º ottobre 1971 PalaBigi, Reggio nell'Emilia Durata: ? - Spettatori: ?   | Polonia          | 3 - 2 | Bulgaria       | 15-2, 15-6, 10-15, 14-16, 15-7  |
| 1º ottobre 1971 PalaBigi, Reggio nell'Emilia Durata: ? - Spettatori: ?   | Unione Sovietica | 3 - 0 | Ungheria       | 15-2, 15-5, 15-4                |

##### Classifica
| Pos. | Squadra          | Pt | G | V | P | SV | SP | Ratio | PF  | PS  | Ratio |
| ---- | ---------------- | -- | - | - | - | -- | -- | ----- | --- | --- | ----- |
| 1.   | Unione Sovietica | 10 | 5 | 5 | 0 | 15 | 0  | MAX   | 225 | 92  | 2,445 |
| 2.   | Cecoslovacchia   | 9  | 5 | 4 | 1 | 12 | 6  | 2,000 | 232 | 200 | 1,160 |
| 3.   | Polonia          | 8  | 5 | 3 | 2 | 9  | 8  | 1,125 | 211 | 204 | 1,034 |
| 4.   | Bulgaria         | 7  | 5 | 2 | 3 | 8  | 13 | 0,615 | 213 | 275 | 0,774 |
| 5.   | Ungheria         | 6  | 5 | 1 | 4 | 6  | 12 | 0,500 | 194 | 234 | 0,829 |
| 6.   | Germania Est     | 5  | 5 | 0 | 5 | 4  | 15 | 0,266 | 192 | 262 | 0,732 |

#### Girone 7º posto

##### Risultati
| 27 settembre 1971 PalaDozza, Bologna Durata: ? - Spettatori: ? | Germania Ovest | 3 - 2 | Israele        | 12-15, 11-15, 15-5, 15-3, 15-13 |
| 27 settembre 1971 PalaDozza, Bologna Durata: ? - Spettatori: ? | Romania        | 3 - 0 | Paesi Bassi    | 15-6, 15-3, 15-0                |
| 27 settembre 1971 PalaDozza, Bologna Durata: ? - Spettatori: ? | Italia         | 3 - 0 | Svizzera       | 15-12, 15-12, 15-10             |
| 28 settembre 1971 PalaDozza, Bologna Durata: ? - Spettatori: ? | Romania        | 3 - 0 | Germania Ovest | 15-6, 15-7, 15-5                |
| 28 settembre 1971 PalaDozza, Bologna Durata: ? - Spettatori: ? | Italia         | 3 - 0 | Israele        | 15-2, 15-10, 15-5               |
| 28 settembre 1971 PalaDozza, Bologna Durata: ? - Spettatori: ? | Paesi Bassi    | 3 - 0 | Svizzera       | 15-13, 15-3, 15-11              |
| 29 settembre 1971 PalaDozza, Bologna Durata: ? - Spettatori: ? | Germania Ovest | 3 - 0 | Svizzera       | 15-11, 15-6, 15-8               |
| 29 settembre 1971 PalaDozza, Bologna Durata: ? - Spettatori: ? | Italia         | 3 - 0 | Paesi Bassi    | 15-13, 15-11, 15-11             |
| 29 settembre 1971 PalaDozza, Bologna Durata: ? - Spettatori: ? | Romania        | 3 - 0 | Israele        | 15-5, 15-6, 15-2                |
| 30 settembre 1971 PalaDozza, Bologna Durata: ? - Spettatori: ? | Romania        | 3 - 0 | Svizzera       | 15-7, 15-2, 15-4                |
| 30 settembre 1971 PalaDozza, Bologna Durata: ? - Spettatori: ? | Paesi Bassi    | 3 - 1 | Israele        | 15-10, 15-8, 8-15, 15-11        |
| 30 settembre 1971 PalaDozza, Bologna Durata: ? - Spettatori: ? | Italia         | 3 - 0 | Germania Ovest | 15-10, 2-15, 11-15, 17-15, 15-5 |
| 1º ottobre 1971 PalaDozza, Bologna Durata: ? - Spettatori: ?   | Israele        | 3 - 0 | Svizzera       | 15-7, 15-3, 15-10               |
| 1º ottobre 1971 PalaDozza, Bologna Durata: ? - Spettatori: ?   | Paesi Bassi    | 3 - 1 | Germania Ovest | 14-16, 15-9, 15-11, 15-4        |
| 1º ottobre 1971 PalaDozza, Bologna Durata: ? - Spettatori: ?   | Romania        | 3 - 0 | Italia         | 15-3, 15-4, 15-10               |

##### Classifica
| Pos. | Squadra        | Pt | G | V | P | SV | SP | Ratio | PF  | PS  | Ratio |
| ---- | -------------- | -- | - | - | - | -- | -- | ----- | --- | --- | ----- |
| 1.   | Romania        | 10 | 5 | 5 | 0 | 15 | 0  | MAX   | 225 | 70  | 3,214 |
| 2.   | Italia         | 9  | 5 | 4 | 1 | 12 | 5  | 2,400 | 212 | 191 | 1,109 |
| 3.   | Paesi Bassi    | 8  | 5 | 3 | 2 | 9  | 8  | 1,125 | 201 | 201 | 1,000 |
| 4.   | Germania Ovest | 7  | 5 | 2 | 3 | 9  | 11 | 0,818 | 231 | 240 | 0,962 |
| 5.   | Israele        | 6  | 5 | 1 | 4 | 6  | 12 | 0,500 | 170 | 231 | 0,735 |
| 6.   | Svizzera       | 5  | 5 | 0 | 5 | 0  | 15 | 0,000 | 119 | 225 | 0,528 |

#### Girone 13º posto

##### Risultati
| 27 settembre 1971 PalaBigi, Reggio nell'Emilia Durata: ? - Spettatori: ? | Jugoslavia | 3 - 0 | Austria     | 15-6, 15-0, 15-8                |
| 27 settembre 1971 PalaBigi, Reggio nell'Emilia Durata: ? - Spettatori: ? | Danimarca  | 3 - 0 | Inghilterra | 15-12, 15-10, 15-13             |
| 27 settembre 1971 PalaBigi, Reggio nell'Emilia Durata: ? - Spettatori: ? | Francia    | 3 - 0 | Svezia      | 15-2, 15-5, 15-7                |
| 28 settembre 1971 PalaBigi, Reggio nell'Emilia Durata: ? - Spettatori: ? | Francia    | 3 - 2 | Jugoslavia  | 15-6, 11-15, 15-13, 7-15, 15-12 |
| 28 settembre 1971 PalaBigi, Reggio nell'Emilia Durata: ? - Spettatori: ? | Svezia     | 3 - 0 | Inghilterra | 15-8, 15-7, 15-13               |
| 28 settembre 1971 PalaBigi, Reggio nell'Emilia Durata: ? - Spettatori: ? | Danimarca  | 3 - 0 | Austria     | 15-4, 16-14, 15-6               |
| 29 settembre 1971 PalaBigi, Reggio nell'Emilia Durata: ? - Spettatori: ? | Jugoslavia | 3 - 0 | Inghilterra | 15-1, 15-5, 15-1                |
| 29 settembre 1971 PalaBigi, Reggio nell'Emilia Durata: ? - Spettatori: ? | Svezia     | 3 - 1 | Danimarca   | 15-6, 12-15, 15-2, 15-13        |
| 29 settembre 1971 PalaBigi, Reggio nell'Emilia Durata: ? - Spettatori: ? | Francia    | 3 - 0 | Austria     | 15-4, 15-2, 15-8                |
| 30 settembre 1971 PalaBigi, Reggio nell'Emilia Durata: ? - Spettatori: ? | Francia    | 3 - 0 | Danimarca   | 15-6, 15-9, 15-3                |
| 30 settembre 1971 PalaBigi, Reggio nell'Emilia Durata: ? - Spettatori: ? | Jugoslavia | 3 - 0 | Svezia      | 15-9, 15-4, 15-3                |
| 30 settembre 1971 PalaBigi, Reggio nell'Emilia Durata: ? - Spettatori: ? | Austria    | 3 - 0 | Inghilterra | 15-6, 15-4, 15-8                |
| 1º ottobre 1971 PalaBigi, Reggio nell'Emilia Durata: ? - Spettatori: ?   | Francia    | 3 - 0 | Inghilterra | 15-6, 15-1, 15-3                |
| 1º ottobre 1971 PalaBigi, Reggio nell'Emilia Durata: ? - Spettatori: ?   | Jugoslavia | 3 - 0 | Danimarca   | 15-12, 15-2, 15-11              |
| 1º ottobre 1971 PalaBigi, Reggio nell'Emilia Durata: ? - Spettatori: ?   | Svezia     | 3 - 1 | Austria     | 3-15, 15-8, 15-7, 15-9          |

##### Classifica
| Pos. | Squadra     | Pt | G | V | P | SV | SP | Ratio | PF  | PS  | Ratio |
| ---- | ----------- | -- | - | - | - | -- | -- | ----- | --- | --- | ----- |
| 1.   | Francia     | 10 | 5 | 5 | 0 | 15 | 2  | 7,500 | 243 | 117 | 2,076 |
| 2.   | Jugoslavia  | 9  | 5 | 4 | 1 | 14 | 3  | 4,666 | 241 | 125 | 1,928 |
| 3.   | Svezia      | 8  | 5 | 3 | 2 | 9  | 8  | 1,125 | 180 | 193 | 0,932 |
| 4.   | Danimarca   | 7  | 5 | 2 | 3 | 7  | 9  | 0,777 | 170 | 206 | 0,825 |
| 5.   | Austria     | 6  | 5 | 1 | 4 | 4  | 12 | 0,333 | 136 | 202 | 0,673 |
| 6.   | Inghilterra | 5  | 5 | 0 | 5 | 0  | 15 | 0,000 | 98  | 225 | 0,435 |

## Classifica finale
| Pos     | Squadra          |
| ------- | ---------------- |
| Oro     | Unione Sovietica |
| Argento | Cecoslovacchia   |
| Bronzo  | Polonia          |
| 4       | Bulgaria         |
| 5       | Ungheria         |
| 6       | Germania Est     |
| 7       | Romania          |
| 8       | Italia           |
| 9       | Paesi Bassi      |
| 10      | Germania Ovest   |
| 11      | Israele          |
| 12      | Svizzera         |
| 13      | Francia          |
| 14      | Jugoslavia       |
| 15      | Svezia           |
| 16      | Danimarca        |
| 17      | Austria          |
| 18      | Inghilterra      |

|  | Qualificata alla Coppa del Mondo 1973 e al campionato europeo 1975. |

|  | Qualificata ai Giochi della XX Olimpiade e al campionato europeo 1975. |

|  |  | Qualificata al campionato europeo 1975. |